# Хоули, Элизабет
Элизабет (Лиз) Энн Хоули (англ. Elizabeth „Liz“ Ann Hawley; 9 ноября 1923, Чикаго — 26 января 2018, Катманду) — американская журналистка и писательница, в 1960 году переехавшая в Непал и оставшаяся там до конца жизни. Хроникёр многих гималайских экспедиций. С 1960 года вела обширную «Гималайскую базу данных» (англ. Himalayan Database), в которую внесены записи о более чем 4000 горных экспедициях и более чем 36 тысячах альпинистов. Была также заместителем руководителя основанной Эдмундом Хиллари благотворительной организации Гималайский траст (англ. Himalayan Trust), занимающейся помощью коренным жителям Гималаев, и нештатным (почётным) консулом Новой Зеландии в Непале.

## Биография

### Происхождение
Дедушка со стороны матери — Эдвард Эверетт Гор (англ. Edward Everett Gore), предприниматель и ревизор из Карлинвилля (англ. Carlinville), штат Иллинойс. Он закончил производственно-экономический колледж в городе Джексонвилль в том же штате. В 1895 году переехал с семьёй в Чикаго. Занимался также общественно-политической деятельностью, был президентом «Чикагской уголовной комиссии» (англ. Chicago Crime Commission) и борцом с алкоголизмом, активным сторонником «сухого закона». Его жена Аманда также обладала учёной степенью, что в те времена было большой редкостью для женщин. У Эдварда и Аманды в 1894 году родился первый ребёнок — Флорель (Florelle), будущая мать Элизабет Хоули. Флорель изучала английскую литературу в Северо-Западном университете и окончила его «с высшим отличием» (summa cum laude). Во время той учёбы Флорель познакомилась с Франком [Хоули] — будущим отцом Элизабет. Франку тогда было 17 лет, он был потомком переселенцев.

### Детство и юность
Элизабет Хоули родилась 9 ноября 1923 года в городе Чикаго, штат Иллинойс, США.
Обучалась в Мичиганском университете.

### Журналистика
Работала исследователем в журнале «Fortune» в Нью-Йорке. Совершила кругосветное путешествие, в ходе которого впервые посетила Катманду. Непродолжительное время работала в качестве репортёра. Из путешествия вернулась в Сан-Франциско. Через несколько лет, в 1960 году, снова отправилась в Непал, на этот раз в качестве сотрудника журнала «Time», где и осталась до конца жизни.
Также была корреспондентом новостного агентства «Рейтер», сообщавшим новости, связанные с альпинизмом. Освещала, в том числе, события американской экспедиции на Джомолунгму 1963 года, участники которой первыми из граждан США совершили траверс высочайшей вершины.
Хотя Элизабет Хоули не была альпинисткой, и сама ни разу ни поднималась на высочайшие вершины Гималаев, она стала самым известным хроникёром гималайских альпинистских экспедиций, занималась этим более сорока лет, заслужила уважение в международном альпинистском сообществе за свои подробные и аккуратные записи альпинистских достижений. Несмотря на то, что у неё не было официального статуса для фиксации рекордов, её данные об успехах и происшествиях в гималайских экспедициях вошли в специальную базу данных, используемую для статистического анализа в исследованиях в области безопасности альпинизма.
9 мая 2008 года Французский альпинист Франсуа Дамилано (фр. François Damilano) совершил одиночное первовосхождение на одну из вершин массива Дхаулагири высотой 6182 метра над уровнем моря и назвал эту вершину именем журналистки — Пик Хоули (англ. Peak Hawley).
Данные, собранные Хоули в «Гималайскую базу данных» (англ. The Himalayan Database), ныне выложены в свободном доступе в Интернете. В 2016 году Хоули прекратила заниматься записями экспедиций, передав дело немецкой журналистке и альпинистке Билли Бирлинг (Billi Bierling). Умерла 26 января 2018 года в Катманду.

Фотографии
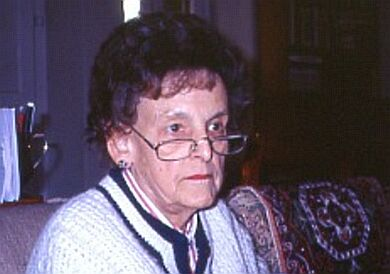
Э. Хоули в её квартире в Катманду (1999 год)
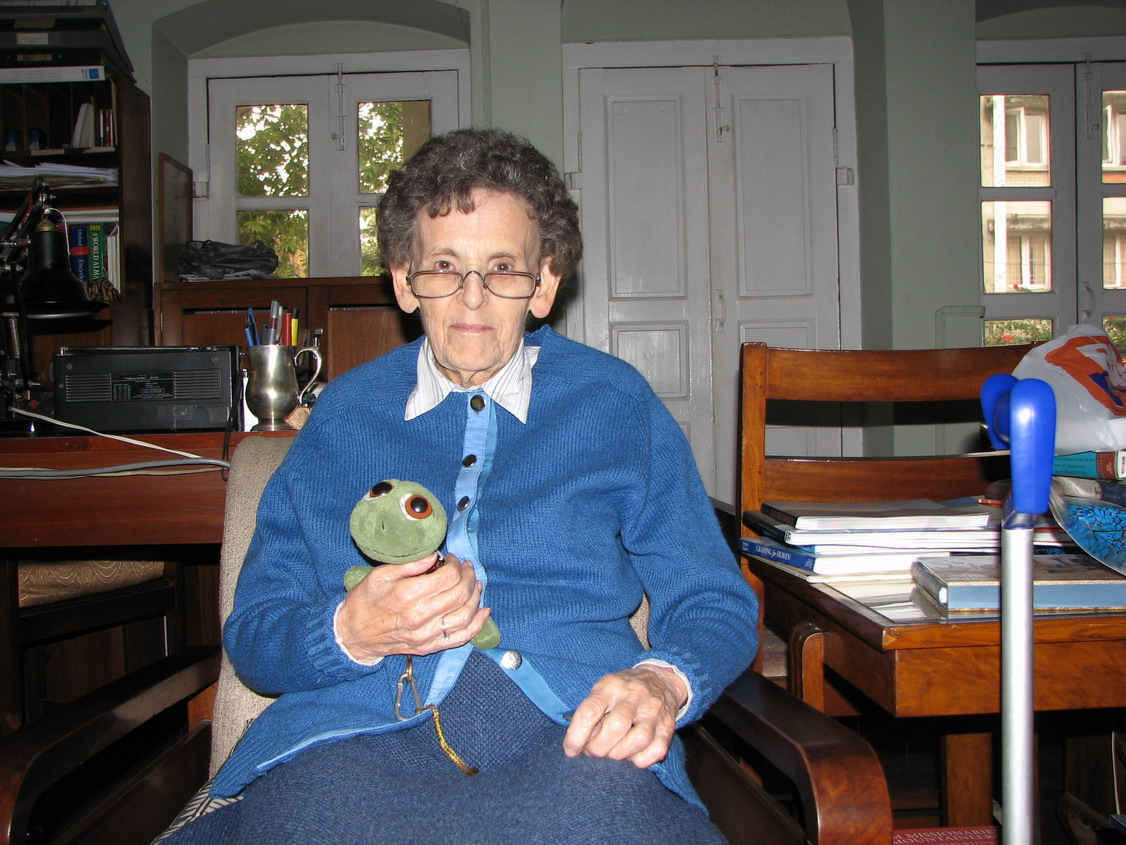
Она же в 2011 году